# Marcelijevo gledališče
Marcelijevo gledališče (lat. Theatrum Marcelli, italijansko Teatro di Marcello) je starodavno gledališče na prostem v Rimu, Italija, zgrajeno v zadnjih letih Rimske republike. V gledališču so domačini in obiskovalci lahko gledali predstave drame in pesmi. Danes je starodavna zgradba v rajonu Sant'Angelo v Rimu in je ena od številnih priljubljenih mestnih ali turističnih znamenitosti. Prostor za gledališče je očistil Julij Cezar, ki je bil umorjen pred začetkom gradnje; gledališče je bilo dovolj razvito do 17. stoletja pred našim štetjem, da se je del praznovanja ludi saeculares odvijalo v njem; dokončano je bilo leta 13 pr. n. št. in ga je uradno odprl Avgust, leta 12 pr. n. št..

Gledališče je imelo 111 m premera in je bilo največje in najpomembnejše gledališče v antičnem Rimu, prvotno je imelo kapaciteto med 11.000 in 20.000 gledalci. Bilo je veličasten primer tega, kar je postalo ena najbolj prodornih urbanih arhitekturnih oblik rimskega sveta. Gledališče je bilo zgrajeno pretežno iz tufa in betona s kamni v vzorcu, znanem kot opus reticulatum, popolnoma oblečen v beli travertin. Bil pa je tudi najstarejša zgradba v Rimu, ki je uporabljala  žgano rimsko opeko, nov vnos iz grškega sveta.
Mreža lokov, hodnikov, predorov in klančin, ki so omogočali dostop do notranjosti takih rimskih gledališč, je bila običajno okrašena z zaslonom stebrov  v grških redih: dorski v bazi, jonski v sredini. Domneva se, da so bili korintski stebri uporabljeni za zgornjo raven, vendar je to negotovo, saj je bilo gledališče rekonstruirano v srednjem veku in odstranilo zgornjo stopnjo sedežev in stebre.
Podobno kot druga rimska gledališča na primernih lokacijah, je imelo odprtine, skozi katere je bilo mogoče videti naravno okolje, v tem primeru otok v Tiberi na jugozahodu. Stalna postavitev kulis, scaena, se je prav tako dvignila na vrh cavee kot v drugih rimskih gledališčih.
Gledališče so prenehali uporabljati v začetku 4. stoletja, struktura pa je služila kot kamnolom za npr. Pons Cestius, most čez Tibero v Rimu, leta 370. Kipi, ki si bili v notranjosti stavbe, pa je Petronij Maksim obnovil leta 421, v preostali zgradbi pa so bila še vedno majhna stanovanja. V zgodnjem srednjem veku je bilo gledališče uporabljeno kot trdnjava Fabijcev, nato pa konec 11. stoletja (ko je bila znana kot templum Marcelli), Pier Leoni in kasneje njegovi dediči (Pierleoni). To je rešilo kompleks pred nadaljnjim uničenjem. Družina Savelli jo je imela v 13. stoletju. Kasneje v 16. stoletju, je bila na ruševinah antičnega gledališča zgrajena rezidenca družine Orsini, ki jo je zasnoval Baldassare Peruzzi. Do 19. stoletja je dvig ravni ulice pripeljal do tega, da je bila pod njim skoraj polovica pritličja.
Zdaj so zgornje nadstropje razdeljeno na več apartmajev, njegova okolica pa služi kot kraj za male poletne koncerte; Portico d'Ottavia leži na severozahodu, ki vodi do rimskega geta in Tibere na jugozahodu.
Angleški arhitekt sir Christopher Wren je v 17. stoletju izrecno priznal, da je na njegovo oblikovanje za Sheldonijsko gledališče v Oxfordu vplivala Serlijeva gravura Marcelijevega gledališča.

## Kopije
Model gledališča v merilu 1:100 najdete v sobi IX Museo della Civiltà Romana v Rimu. 
- Razstavljena arkadna stena
- Vzdolž arkad
- Videz leta 1575
- G. B. Piranesi: jedkanica dorskega oboka